# Diospyros dodecandra
Diospyros dodecandra är en tvåhjärtbladig växtart som beskrevs av João de Loureiro. Diospyros dodecandra ingår i släktet Diospyros och familjen Ebenaceae. Inga underarter finns listade i Catalogue of Life.